# Sunday Jack Akpan
Pour les articles homonymes, voir Akpan.
Sunday Jack Akpan est un sculpteur nigérian ibibio né en 1940. Il est connu pour ses sculptures en ciment peint représentant des chefs de tribu grandeur nature avec leurs attributs symboliques ainsi que d'autres personnalités. Remise dans son contexte, l'œuvre de Sunday Akpan prolonge la sculpture funéraire du Nigeria qui représentait le défunt en bois ou en terre. Le style en ciment, plus réaliste, s'est répandu dans le sud-est du Nigeria, après la guerre du Biafra. Akpan est le sculpteur ibibio le plus connu de cette tradition.
Son œuvre a été présentée lors de grandes manifestations artistiques comme les Magiciens de la terre, Africa Remix ou la Biennale de Venise. Les œuvres exposées lors des Magiciens de la terre font maintenant partie des collections du musée d'art contemporain de Lyon.

## Expositions principales
- 2008 : Biennale di Malindi, Kenya
- 2007 : Castel dell'Ovo, Vérone
- 2005 : Musée d'art contemporain de Lyon
- 2005 : Africa Remix, Centre Georges-Pompidou
- 2001 : 49e Biennale de Venise
- 1991 : Musée des beaux-arts de Lyon
- 1989 : Magiciens de la terre, Grande halle de la Villette